# Wilhelm Engerth
Wilhelm Freiherr von Engerth (26 de mayo de 1814-4 de septiembre de 1884) fue un arquitecto e ingeniero austriaco, conocido por ser el diseñador de la primera locomotora de montaña práctica. Recibió el título de barón en 1875.

## Semblanza
Engerth nació en 1814 en la localidad de Pleß, Silesia Prusiana (actual Pszczyna, Silesia, Polonia). A partir de 1834 estudió en Viena, primero arquitectura y luego ingeniería mecánica. Se trasladó a Galitzia para trabajar como arquitecto, recibiendo numerosos encargos. Regresó a Viena para dedicarse a la ingeniería, convirtiéndose primero en profesor de mecánica en el Polytechnikum, luego en profesor de geometría descriptiva, y en 1844, en profesor de mecánica y principios de la ingeniería en el Joanneum de Graz. 
Diseñó una locomotora con un ténder articulado para el Ferrocarril de Semmering (Semmeringbahn). Tuvo tanto éxito, que a partir de entonces el sistema Engerth se aplicó a numerosas máquinas. 
En 1850 se le encomendó la dirección técnica de la junta ejecutiva de ferrocarriles, y más adelante se hizo cargo del Departamento de Ingeniería del Ministerio de Comercio de Austria. En 1855 asumió el cargo de Zentraldirektor de los ferrocarriles austriacos y pisteriormente se convirtió en su director gerente (Generaldirektor). 
En 1859 fue miembro de la comisión de Zollenquete y en 1860 dejó el servicio gubernamental. Trabajó con gran cautela (Umsicht) en la organización de los estudios técnicos en Austria, siendo uno de los defensores más entusiastas de la regulación del río Danubio. Inventó el Schwimmtor, una barrera para evitar que el hielo flotante pase al canal del Danubio. En la Exposición Mundial de Viena de 1873 actuó como jefe de ingeniería y dirigió la construcción de las salas de exposiciones. Promovió la construcción de los túneles a través del Arlberg. En 1874 se le nombró miembro de cámara alta (Herrenhaus) del parlamento austríaco, el Reichsrat, y en 1875, recibió el título de baronet. Murió en 1884 en Leesdorf, Baden bei Wien, Baja Austria. Su hermano era el artista Eduard von Engerth.

## Publicaciones
- Wilhelm Engerth: Die Lokomotive der Staats-Eisenbahn über den Semmering: Resultate d. Erprobung d. Kettenkuppelung y d. Preis-Lokomotive Baviera, Erörterung d. Konstruktionen d. Wilhelm Engerth: Bildliche Darstellungen der einfachen Maschinen en isometrischer Projection / entworfen von Wilhelm Engerth. Viena 1845.
- Wilhelm Engerth: Konkurs-Lokomotive u. Beschreibung mehrerer projektirten Gebirgs-Lokomotive; mit einem Atlas von 13 Kupfertaf. u. einem lithogr. Längenprofile d. Semmeringbahn. Aus: Zeitschrift des Österreichischen Ingenieur-Vereins. 1853 u. 1854 (Umschlagt.: Lokomotive Semmering).
- Wilhelm Engerth: Personen- und Lastwagen, Tender-Ausrüstung, Werkstätten-Einrichtung und Werkzeuge. Zeichnungen aus der KK Österreichischen Staatseisenbahn-Gesellschaft. Viena 1857.
- Wilhelm von Engerth: Das Schwimmthor zur Absperrung des Wiener Donaucanales. Viena 1884.
- Eduard Frhr. von Engerth: Wilhelm Freiherr von Engerth: Ein Gedenkblatt zu seinem 100. Geburtstag (26. Mai 1814). Viena 1914.